# Eicherax bellardii
Eicherax bellardii là một loài ruồi trong họ Asilidae. Eicherax bellardii được Schiner miêu tả năm 1868.